# Chesapeake Shores/Episodenliste
Diese Episodenliste enthält alle Episoden der US-amerikanischen Dramaserie Chesapeake Shores, sortiert nach der US-amerikanischen Erstausstrahlung. Die Fernsehserie umfasst sechs Staffeln mit 55 Episoden.

## Übersicht
| Staffel | Episodenanzahl | Erstausstrahlung USA | Erstausstrahlung USA | Deutschsprachige Erstveröffentlichung (D) | Deutschsprachige Erstveröffentlichung (D) |
| Staffel | Episodenanzahl | Premiere             | Finale               | Premiere                                  | Finale                                    |
| ------- | -------------- | -------------------- | -------------------- | ----------------------------------------- | ----------------------------------------- |
| 1       | 9              | 14. August 2016      | 9. Oktober 2016      | 15. Mai 2017                              | 15. Mai 2017                              |
| 2       | 10             | 6. August 2017       | 8. Oktober 2017      | 1. September 2017                         | 3. November 2017                          |
| 3       | 10             | 5. August 2018       | 7. Oktober 2018      | 30. August 2018                           | 1. November 2018                          |
| 4       | 6              | 25. August 2019      | 29. September 2019   | 26. August 2019                           | 30. September 2019                        |
| 5       | 10             | 15. August 2021      | 17. Oktober 2021     | 16. August 2021                           | 18. Oktober 2021                          |
| 6       | 10             | 14. August 2022      | 16. Oktober 2022     | 15. August 2022                           | 17. Oktober 2022                          |

## Staffel 1
Die Erstausstrahlung der ersten Staffel war vom 14. August bis zum 9. Oktober 2016 auf dem US-amerikanischen Fernsehsender Hallmark Channel zu sehen. Die deutschsprachige Erstveröffentlichung erfolgte am 15. Mai 2017 auf Netflix per Streaming.
| Nr. (ges.) | Nr. (St.) | Deutscher Titel               | Originaltitel            | Erstausstrahlung USA | Deutschsprachige Erstveröffentlichung (D) | Regie         | Drehbuch       |
| ---------- | --------- | ----------------------------- | ------------------------ | -------------------- | ----------------------------------------- | ------------- | -------------- |
| 1          | 1         | Pilot – Teil 1 Pilot – Teil 2 | Pilot                    | 14. Aug. 2016        | 15. Mai 2017                              | Martin Wood   | Nancey Silvers |
| 2          | 2         | Zuhause: Teil 1               | Home To Roost, Part One  | 21. Aug. 2016        | 15. Mai 2017                              | Peter DeLuise | John Tinker    |
| 3          | 3         | Zuhause: Teil 2               | Home To Roost, Part Two  | 28. Aug. 2016        | 15. Mai 2017                              | Peter DeLuise | John Tinker    |
| 4          | 4         | Wir verlieren keinen Sohn…    | We’re Not Losing A Son…  | 4. Sep. 2016         | 15. Mai 2017                              | Martin Wood   | Nancey Silvers |
| 5          | 5         | Wir gewinnen keine Tochter    | We’re Gaining A Daughter | 11. Sep. 2016        | 15. Mai 2017                              | Martin Wood   | Nancey Silvers |
| 6          | 6         | Wir gewinnen eine Tochter     | Georgia On My Mind       | 18. Sep. 2016        | 15. Mai 2017                              | Anne Wheeler  | John Tinker    |
| 7          | 7         | Zweite Chancen                | Second Chances           | 25. Sep. 2016        | 15. Mai 2017                              | Anne Wheeler  | Kirsten Hansen |
| 8          | 8         | Aufgelöste Vereinbarungen     | Deals Undone             | 2. Okt. 2016         | 15. Mai 2017                              | Martin Wood   | Nancey Silvers |
| 9          | 9         | Wie verhExt                   | Exes Mark The Spot       | 9. Okt. 2016         | 15. Mai 2017                              | Martin Wood   | Nancey Silvers |

## Staffel 2
Die Erstausstrahlung der zweiten Staffel war vom 6. August bis zum 8. Oktober 2017 auf dem US-amerikanischen Fernsehsender Hallmark Channel zu sehen. Die deutschsprachige Erstveröffentlichung erfolgte vom 1. September bis zum 3. November 2017 auf Netflix per Streaming.
| Nr. (ges.) | Nr. (St.) | Deutscher Titel                        | Originaltitel                     | Erstausstrahlung USA | Deutschsprachige Erstveröffentlichung (D) | Regie         | Drehbuch          |
| ---------- | --------- | -------------------------------------- | --------------------------------- | -------------------- | ----------------------------------------- | ------------- | ----------------- |
| 10         | 1         | Geheimnisse, Lügen und Schulsachen     | Secrets, Lies And School Supplies | 6. Aug. 2017         | 1. Sep. 2017                              | Sean McNamara | Nancey Silvers    |
| 11         | 2         | Vergangenheit und Gegenwart            | Pasts And Presents                | 13. Aug. 2017        | 8. Sep. 2017                              | Sean McNamara | Michael Berns     |
| 12         | 3         | Fotos und Erinnerungen                 | Photographs And Memories          | 20. Aug. 2017        | 15. Sep. 2017                             | Terry Ingram  | Michael MacLennan |
| 13         | 4         | Für immer Nashville                    | It’s Always Nashville             | 27. Aug. 2017        | 22. Sep. 2017                             | Terry Ingram  | Kirsten Hansen    |
| 14         | 5         | Vergrabene Schätze                     | Buried Treasures                  | 3. Sep. 2017         | 29. Sep. 2017                             | Michael Rohl  | Michael MacLennan |
| 15         | 6         | Feierliche Eröffnung                   | Grand Openings                    | 10. Sep. 2017        | 6. Okt. 2017                              | Mike Rohl     | David Maples      |
| 16         | 7         | Gestern                                | All Our Yesterdays                | 17. Sep. 2017        | 13. Okt. 2017                             | Anne Wheeler  | Nancey Silvers    |
| 17         | 8         | Den Wald vor lauter Bäumen nicht sehen | Forest Through The Trees          | 24. Sep. 2017        | 20. Okt. 2017                             | Anne Wheeler  | Ann Hamilton      |
| 18         | 9         | Königshof                              | The Royal Court                   | 1. Okt. 2017         | 27. Okt. 2017                             | Andy Mikita   | Nancey Silvers    |
| 19         | 10        | Freier Fall                            | Freefall                          | 8. Okt. 2017         | 3. Nov. 2017                              | Andy Mikita   | Ann Hamilton      |

## Staffel 3
Die Erstausstrahlung der dritten Staffel war vom 5. August bis zum 7. Oktober 2018 auf dem US-amerikanischen Fernsehsender Hallmark Channel zu sehen. Die deutschsprachige Erstveröffentlichung erfolgte vom 30. August bis zum 1. November 2018 auf Netflix per Streaming.
| Nr. (ges.) | Nr. (St.) | Deutscher Titel                        | Originaltitel             | Erstausstrahlung USA | Deutschsprachige Erstveröffentlichung (D) | Regie         | Drehbuch                       |
| ---------- | --------- | -------------------------------------- | ------------------------- | -------------------- | ----------------------------------------- | ------------- | ------------------------------ |
| 20         | 1         | Ein offenes Buch                       | An Open Book              | 5. Aug. 2018         | 30. Aug. 2018                             | Sean McNamara | Michael Berns                  |
| 21         | 2         | So wie wir waren                       | The Way We Were           | 12. Aug. 2018        | 6. Sep. 2018                              | Sean McNamara | Nancey Silvers                 |
| 22         | 3         | Der Stein kommt ins Rollen             | The Rock Is Going To Roll | 19. Aug. 2018        | 13. Sep. 2018                             | Terry Ingram  | Brian Ross                     |
| 23         | 4         | Es war einmal Glück bis ans Lebensende | Once Upon Ever After      | 26. Aug. 2018        | 20. Sep. 2018                             | Terry Ingram  | Michael Berns                  |
| 24         | 5         | Endlich Liebe                          | Love Eventually           | 2. Sep. 2018         | 27. Sep. 2018                             | Sean McNamara | Nancey Silvers                 |
| 25         | 6         | Hier und dort                          | Here And There            | 9. Sep. 2018         | 4. Okt. 2018                              | Sean McNamara | Brian Ross                     |
| 26         | 7         | Rein geschäftlich                      | It’s Just Business        | 16. Sep. 2018        | 11. Okt. 2018                             | Terry Ingram  | Jill Goldsmith                 |
| 27         | 8         | Und morgen die Zukunft                 | All Our Tomorrows         | 23. Sep. 2018        | 18. Okt. 2018                             | Terry Ingram  | Kirsten Hansen                 |
| 28         | 9         | Vorwärts in die Vergangenheit          | Forward To The Past       | 30. Sep. 2018        | 25. Okt. 2018                             | Mike Rohl     | Michael Berns & Kirsten Hansen |
| 29         | 10        | Vor einer mitlaufenden See             | Before A Following Sea    | 7. Okt. 2018         | 1. Nov. 2018                              | Mike Rohl     | Michael Berns                  |

## Staffel 4
Die Erstausstrahlung der vierten Staffel war vom 25. August bis zum 29. September 2019 auf dem US-amerikanischen Fernsehsender Hallmark Channel zu sehen. Die deutschsprachige Erstveröffentlichung erfolgte vom 26. August bis zum 30. September 2019 auf Netflix per Streaming.
| Nr. (ges.) | Nr. (St.) | Deutscher Titel                      | Originaltitel                     | Erstausstrahlung USA | Deutschsprachige Erstveröffentlichung (D) | Regie        | Drehbuch                       |
| ---------- | --------- | ------------------------------------ | --------------------------------- | -------------------- | ----------------------------------------- | ------------ | ------------------------------ |
| 30         | 1         | Das Ende ist unser Anfang            | The End Is Where We Begin         | 25. Aug. 2019        | 26. Aug. 2019                             | Terry Ingram | Michael Berns                  |
| 31         | 2         | Vertrauensvorschuss                  | Leap Of Faith                     | 1. Sep. 2019         | 2. Sep. 2019                              | Terry Ingram | Kirsten Hansen                 |
| 32         | 3         | Ein Sonett für Caroline              | A Sonnet For Caroline             | 8. Sep. 2019         | 9. Sep. 2019                              | Andy Mikita  | Nancey Silvers                 |
| 33         | 4         | Liebeskummer und Rollenspiele        | Breaking Hearts And Playing Parts | 15. Sep. 2019        | 16. Sep. 2019                             | Andy Mikita  | Michael Berns                  |
| 34         | 5         | Alle Zeit der Welt                   | All The Time In The World         | 22. Sep. 2019        | 23. Sep. 2019                             | Terry Ingram | Michael Berns & Kirsten Hansen |
| 35         | 6         | Wasserfarben, Wünsche und Hochzeiten | Watercolors, Wishes, And Weddings | 29. Sep. 2019        | 30. Sep. 2019                             | Terry Ingram | Michael Berns                  |

## Staffel 5
Die Erstausstrahlung der fünften Staffel war vom 15. August bis zum 17. Oktober 2021 auf dem US-amerikanischen Fernsehsender Hallmark Channel zu sehen. Die deutschsprachige Erstveröffentlichung erfolgte vom 16. August bis zum 18. Oktober 2021 auf Netflix per Streaming.
| Nr. (ges.) | Nr. (St.) | Deutscher Titel                         | Originaltitel                     | Erstausstrahlung USA | Deutschsprachige Erstveröffentlichung (D) | Regie               | Drehbuch                 |
| ---------- | --------- | --------------------------------------- | --------------------------------- | -------------------- | ----------------------------------------- | ------------------- | ------------------------ |
| 36         | 1         | Ein Kuss ist und bleibt ein Kuss        | A Kiss Is Still A Kiss            | 15. Aug. 2021        | 16. Aug. 2021                             | Michael Robison     | Phoef Sutton             |
| 37         | 2         | Gute Arbeit                             | Nice Work If You Can Get It       | 22. Aug. 2021        | 23. Aug. 2021                             | Michael Robison     | Nancey Silvers           |
| 38         | 3         | Die perfekte Geschäftsbeziehung         | Are The Stars Out Tonight?        | 29. Aug. 2021        | 30. Aug. 2021                             | Alysse Leite-Rogers | Mark Jordan Legan        |
| 39         | 4         | Auf alten Pfaden                        | Happy Trails                      | 5. Sep. 2021         | 6. Sep. 2021                              | Alysse Leite-Rogers | Gina Gold & Aurorae Khoo |
| 40         | 5         | Das können sie mir nicht nehmen         | They Can’t Take That Away From Me | 12. Sep. 2021        | 13. Sep. 2021                             | Terry Ingram        | Nancey Silvers           |
| 41         | 6         | Liebe ist beständig                     | Love Is Here To Stay              | 19. Sep. 2021        | 20. Sep. 2021                             | Terry Ingram        | Brian Ross               |
| 42         | 7         | Neuigkeiten                             | What’s New?                       | 26. Sep. 2021        | 27. Sep. 2021                             | Siobhan Devine      | Phoef Sutton             |
| 43         | 8         | Wo oder wann?                           | Where Or When?                    | 3. Okt. 2021         | 4. Okt. 2021                              | Siobhan Devine      | Mark Jordan Legan        |
| 44         | 9         | Was für einen Unterschied ein Tag macht | What A Difference A Day Makes     | 10. Okt. 2021        | 11. Okt. 2021                             | Terry Ingram        | Phoef Sutton             |
| 45         | 10        | Dieses bekannte Gefühl                  | That Old Feeling                  | 17. Okt. 2021        | 18. Okt. 2021                             | Terry Ingram        | Phoef Sutton             |

## Staffel 6
Die Erstausstrahlung der sechsten Staffel war vom 14. August bis zum 16. Oktober 2022 auf dem US-amerikanischen Fernsehsender Hallmark Channel zu sehen. Die deutschsprachige Erstveröffentlichung erfolgte vom 15. August bis zum 17. Oktober 2022 auf Netflix per Streaming.
| Nr. (ges.) | Nr. (St.) | Deutscher Titel                    | Originaltitel                          | Erstausstrahlung USA | Deutschsprachige Erstveröffentlichung (D) | Regie             | Drehbuch                  |
| ---------- | --------- | ---------------------------------- | -------------------------------------- | -------------------- | ----------------------------------------- | ----------------- | ------------------------- |
| 46         | 1         | Das Beste kommt erst noch          | The Best Is Yet to Come                | 14. Aug. 2022        | 15. Aug. 2022                             | Siobhan Devine    | Phoef Sutton              |
| 47         | 2         | Daraus werden Erinnerungen gemacht | Memories Are Made of This              | 21. Aug. 2022        | 22. Aug. 2022                             | Siobhan Devine    | Phoef Sutton              |
| 48         | 3         | Tag und Nacht                      | Night and Day                          | 28. Aug. 2022        | 29. Aug. 2022                             | Terry Ingram      | Phoef Sutton              |
| 49         | 4         | Mehr gibt es nicht zu sagen        | That’s All There Is to That            | 4. Sep. 2022         | 5. Sep. 2022                              | Terry Ingram      |                           |
| 50         | 5         | Liebe                              | L-O-V-E                                | 11. Sep. 2022        | 12. Sep. 2022                             | Terry Ingram      | Phoef Sutton              |
| 51         | 6         | Mach keine Dummheiten              | Straighten Up and Fly Right            | 18. Sep. 2022        | 19. Sep. 2022                             | Terry Ingram      | Erinne Dobson             |
| 52         | 7         | Dazu kann ich nichts sagen         | It’s Not for Me to Say                 | 25. Sep. 2022        | 26. Sep. 2022                             | Stacey N. Harding | Elena Song                |
| 53         | 8         | Du begeisterst mich                | I Get a Kick Out of You                | 2. Okt. 2022         | 3. Okt. 2022                              | Stacey N. Harding |                           |
| 54         | 9         | Überraschende Situationen          | Spring Can Really Hang You up the Most | 9. Okt. 2022         | 10. Okt. 2022                             | Siobhan Devine    | Phoef Sutton              |
| 55         | 10        | Alles oder nichts                  | All or Nothing at All                  | 16. Okt. 2022        | 17. Okt. 2022                             | Siobhan Devine    | Mark Legan & Phoef Sutton |